# Cantonul Bagnols-sur-Cèze
Cantonul Bagnols-sur-Cèze este un canton din arondismentul Nîmes, departamentul Gard, regiunea Languedoc-Roussillon, Franța.

## Comune
- Bagnols-sur-Cèze (reședință)
- Cavillargues
- Chusclan
- Codolet
- Connaux
- Gaujac
- La Roque-sur-Cèze
- Le Pin
- Orsan
- Sabran
- Saint-Étienne-des-Sorts
- Saint-Gervais
- Saint-Michel-d'Euzet
- Saint-Nazaire
- Saint-Paul-les-Fonts
- Saint-Pons-la-Calm
- Tresques
- Vénéjan